# Charles Louis Garnier
Pour les articles homonymes, voir Charles Garnier et Garnier.
Charles Louis Antoine Eugène Garnier est un homme politique français né le 17 mars 1755 à Ardres (Pas-de-Calais) et mort le 10 mars 1833 au même lieu.
Assesseur, puis échevin à la mairie d'Ardres avant la Révolution, il continue à exercer ses fonctions municipales en 1790, puis devient administrateur du district de Calais. Suppléant à la Convention, il est appelé à siéger le 14 vendémiaire en III et vote avec les thermidoriens. En l'an VI, il est commissaire du Directoire près l'administration du département et est élu député du Pas-de-Calais au Conseil des Anciens le 24 germinal an VII. Favorable au coup d'État du 18 Brumaire, il est sous-préfet de Saint-Pol de 1800 à 1811. Rallié à la Restauration, il est nommé maire d'Ardres en juillet 1814.

## Sources
- « Charles Louis Garnier », dans Adolphe Robert et Gaston Cougny, Dictionnaire des parlementaires français, Edgar Bourloton, 1889-1891 [détail de l’édition]